# Drymobius margaritiferus
Espèce
Synonymes
- Herpetodryas margaritiferus Schlegel, 1837

Drymobius margaritiferus, la couleuvre perlée ou couleuvre coureuse mouchetée est une espèce de serpents américains de la famille des Colubridae.

## Répartition
Cette espèce se rencontre :
- au Belize ;
- en Colombie ,
- au Costa Rica ;
- au Guatemala ;
- au Honduras, où elle est présente du niveau de la mer jusqu'à 1 450 m d'altitude ;
- au Mexique ;
- au Nicaragua ;
- au Panama ;
- au Salvador ;
- dans le sud du Texas aux États-Unis.

## Description
Drymobius margaritiferus mesure généralement entre 75 et 100 cm mais peut atteindre 127 cm. La couleur de fond de son dos est noire mais chaque écaille présente une teinte jaune ou bleu ce qui lui donne une teinte globale tirant sur le vert. Sa face ventrale varie entre le jaune et le vert.

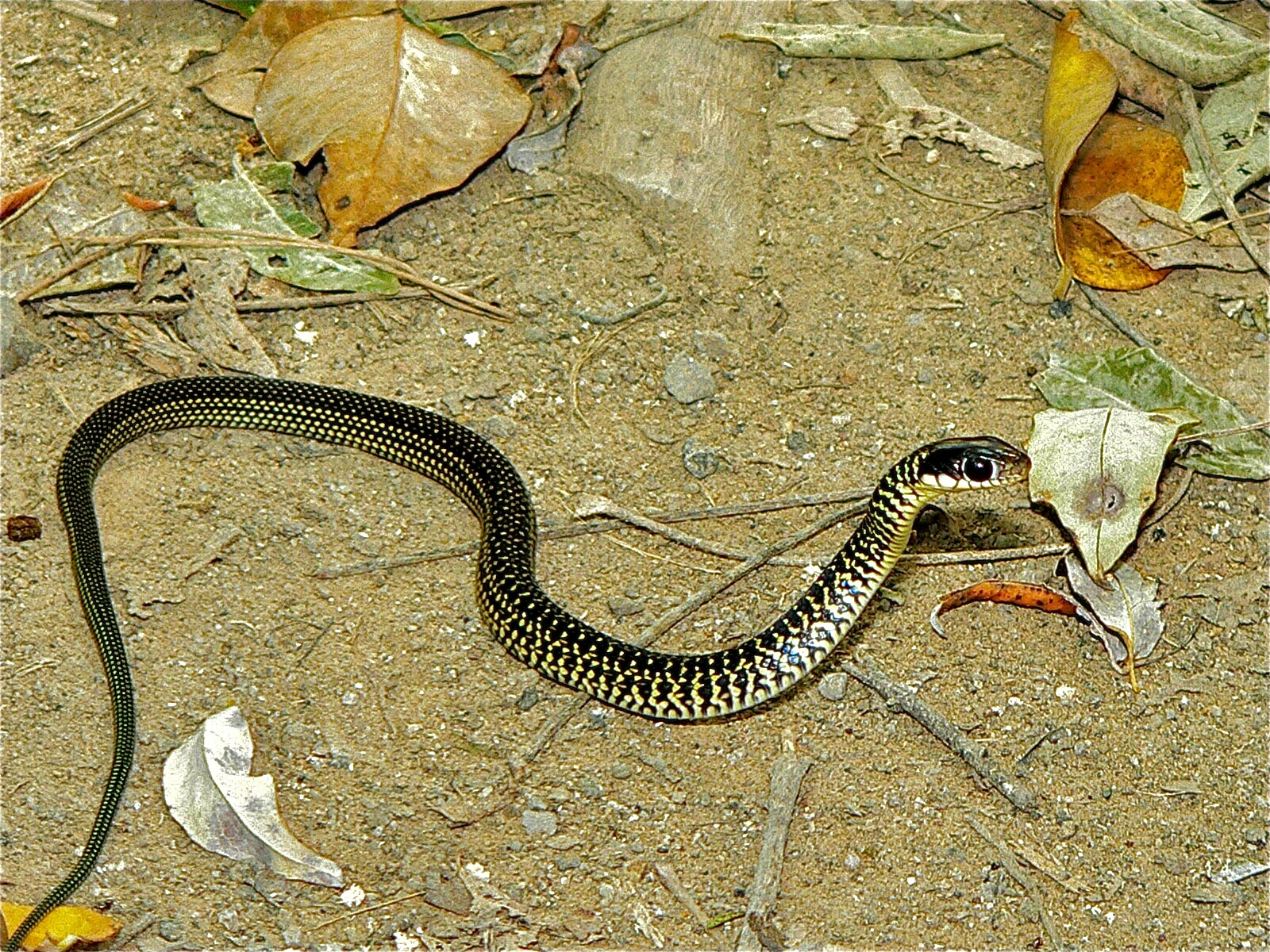
Juvénile (Parc national Santa Rosa, Costa Rica)

C'est un serpent rapide et prompt à mordre lorsqu'il est dérangé. Il affectionne la végétation dense avec un point d'eau à proximité. Son alimentation se compose essentiellement d'amphibiens. C'est un ovipare, la femelle pondant jusqu'à 8 œufs au printemps ou en été. L'incubation dure environ deux mois et les juvéniles mesurent environ 15 cm à leur naissance. Ils atteignent leur maturité à l'âge de deux ou trois ans.

## Sous-espèces
Selon The Reptile Database (14 février 2014) :
- Drymobius margaritiferus fistulosus Smith, 1942 - Mexique
- Drymobius margaritiferus margaritiferus (Schlegel, 1837)
- Drymobius margaritiferus maydis Villa, 1968
- Drymobius margaritiferus occidentalis Bocourt, 1890

## Publications originales
- Bocourt, 1890 : in Recherches Zoologiques pour servir à l'Histoire de la Faune de l'Amérique Centrale et du Mexique. Mission Scientifique au Mexique et dans l'Amérique Centrale, Recherches zoologiques. Part 2, sect. 1. in Duméril, Bocourt & Mocquard, 1870-1909, Études sur les reptiles, vol. 2-15, p. 33-860.
- Schlegel, 1837 : Essai sur la physionomie des serpens, La Haye, J. Kips, J. HZ. et W. P. van Stockum, vol. 1 (texte intégral) et vol. 2 (texte intégral).
- Smith, 1942 : Mexican herpetological miscellany. Proceedings of the United States National Museum, vol. 92, p. 349-395 (texte intégral).
- Villa, 1968 : A new colubrid snake from the Corn Islands, Nicaragua. Revista de Biologia Tropical, vol. 15, no 1, p. 117-121.